# Никитин, Виталий Александрович
Виталий Александрович Никитин (14 декабря 1971) — советский и российский футболист, полузащитник, игрок в мини-футбол.
В 1989 году сыграл две игры за дубль ленинградского «Зенита» и один матч в Кубке Федерации футбола СССР — 7 мая в гостевом матче против «Арарата» был заменён на 28 минуте. В 1990 году играл в первенстве КФК за «СКА-Калининец». В 1991 году выступал во второй низшей лиге за ЦСКА-2. В 1992—1997 годах играл во второй и третьей (1994) лигах в составе клуба «Апекс»/«Гатчина». В 1997—1998 годах играл в первенстве КФК за «Турбостроитель-ЭЛЭС»/«ЭЛЭС» СПб. Профессиональную футбольную карьеру завершил в 1999 году, проведя в команде второго дивизиона «Энергетик» Урень три матча. В 2001—2002 годах играл за любительские клубы «Ладога» Всеволожск, ФК «Приозерск», «Петро» СПб.
В сезонах 1998/99 — 2000/01 играл за мини-футбольный клуб «Стройимпульс»/«Единство» СПб. В сезоне 2000/01 в чемпионате России забил два гола в 11 матчах.